# Georges VI Tcheorekdjian
Georges ou Gevork VI Tcheorekdjian (en arménien Գևորգ Զ Չորեքչյան ; né à Rostov-sur-le-Don le 2 décembre 1868, mort à Etchmiadzin le 9 mai 1954) est Catholicos de l'Église apostolique arménienne de 1945 à 1954.

## Biographie
Né en Russie, Gevork Tcheorekdjian effectue sa carrière religieuse en dehors de l'Arménie.
En 1941, à la suite de l’agression allemande, Staline décide, afin de renforcer le patriotisme des peuples de l’Union soviétique, de mettre fin à la politique anti-religieuse développée depuis des années contre les différentes Églises. Dans ce contexte, il autorise Georges Tcheorekdjian à devenir locum tenens du catholicossat dont le siège était vacant depuis 1938.
Après la victoire de 1945, afin de récompenser la forte implication de la population et de l’Église apostolique arménienne dans l'effort de guerre, le pouvoir communiste accepte la réouverture d’un séminaire à Etchmiadzin, d’églises et de monastères ainsi que le rétablissement du titre de Catholicos en faveur de Georges VI.
Ce Catholicos tente alors d'user du prestige de sa fonction afin de remettre la question arménienne à l'ordre du jour.
À son décès, la République socialiste soviétique d'Arménie organise des obsèques nationales pour le Catholicos Georges VI.